# Филипп де Куртене
Филипп I де Куртене (фр. Philippe Ier de Courtenay, 1243, Константинополь — 15 декабря 1283, Витербо) — титулярный латинский император (император Константинополя) с 1273 года.

## Биография

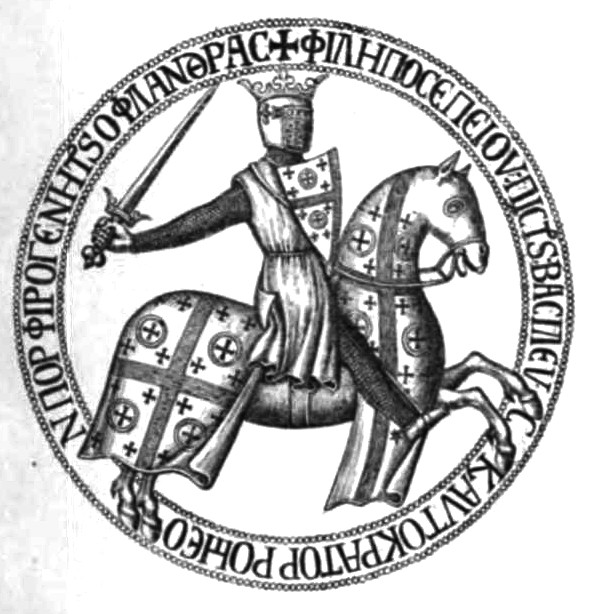
Печать Филиппа де Куртене

Выходец из знатного рода Куртене, ветви Капетингов. Родился в 1243 году в Константинополе в семье Болдуина II Константинопольского, последнего императора Латинской империи (1228—1261), и Марии де Бриенн, дочери Жана де Бриенна, короля Иерусалима (1210—1212) и императора-регента Латинской империи (1229—1237).
Детство Филиппа пришлось на годы острого кризиса Латинской империи крестоносцев, попавшей в сильную зависимость от Венецианской республики. Его испытывавший финансовые затруднения и опасавшийся наступления мусульман и монголов отец вынужден был скитаться по дворам европейских монархов в поисках военной и денежной помощи, заложив, в конце концов, сына и наследника венецианским купцам, и лишь в 1259 году Филиппа выкупил французский король Людовик IX. В июле 1261 года Византийская империя восстановлена была никейским императором Михаилом VIII Палеологом, с помощью военной хитрости, внезапным ударом изгнавшим крестоносцев из её столицы.
Балдуину II удалось бежать с семьёй на венецианской галере, сначала на остров Эвбея, а затем, после недолгого пребывания в Фивах и в Афинах, в Италию, после чего всю оставшуюся жизнь он тщетно пытался найти союзников и собрать армию для отвоевания своих владений. После смерти в 1266 году влиятельного короля Сицилии Манфреда Гогенштауфена, Балдуину удалось при посредничестве папы Климента IV заключить в мае 1267 года в Витербо договор с Карлом I Анжуйским, пообещавшим ему организовать в течение 6 лет военную экспедицию на Константинополь, в которой собирались принять участие 2000 одних только рыцарей. В обмен на это Балдуин давал Карлу в лен Ахайю, Эпир и почти все острова Эгейского моря.
Союз скреплён был помолвкой Филиппа и дочери Карла, но вскоре после свадьбы сына в 1273 году Балдуин умер, и тот унаследовал его претензии на Константинополь. Однако обещание Карла Анжуйского выполнено так и не было. Филипп, в изгнании проживая в основном в Неаполе, номинально носил вплоть до 1283 года титул императора Латинской империи и владел землями крестоносцев в Греции, хотя и там власть его оспаривалась собственным тестем. В 1281 году Карл вместе с Филиппом заключил при посредничестве римской курии Орвиетский договор с Венецией об организации нового похода на Константинополь, который также оказался неосуществлённым из-за Сицилийской вечерни, поддержанной Педро III Арагонским.
Умер в Витербо 15 декабря 1283 года.

## Семья
В соответствии с договором в Витербо, обручён был с Беатрисой Сицилийской, дочерью Карла Анжуйского и Беатрисы Прованской. Брак заключён был 15 октября 1273 года в Фодже, но спустя год с небольшим 23-летняя супруга умерла, оставив дочь Екатерину (25 ноября 1274 — 11 октября 1307 г.). Последняя в 1301 году вышла замуж за Карла, графа Валуа, номинально передав супругу титул короля Латинской империи.